# CyberGladiators
CyberGladiators est un jeu vidéo de combat développé par K.A.A. et édité par Sierra On-Line, sorti en 1996 sur Windows.

## Accueil
- PC Team : 45 %[1]